# Règle standard
En astronomie, une règle standard est un objet dont on connaît la taille réelle. À partir de cette taille et de son diamètre apparent (ou diamètre angulaire), on peut déterminer la distance à laquelle il se trouve.

## Expression
Soit un objet de taille réelle {\displaystyle T_{r}}, avec un diamètre angulaire {\displaystyle \theta } (en radians). Si on note {\displaystyle D} sa distance, alors une approximation au premier ordre donne :
{\displaystyle \theta ={\frac {T_{r}}{D}}}.
L'approximation est justifiée, car les objets physiques auxquels s'applique cette méthode sont suffisamment éloignés - les corps proches peuvent être mesurés plus facilement - pour que leur diamètre apparent soit très inférieur à leur distance.
Connaissant son diamètre angulaire et sa taille réelle, on peut facilement tirer :
{\displaystyle D={\frac {T_{r}}{\theta }}}.

## Limites
En pratique, il n'existe que peu d'astres utilisables comme règle standard. La plupart des corps observables ne sont pas assez bien compris pour déterminer leur taille à partir de considérations théoriques. C'est souvent en combinant les approches qu'on accède à la taille réelle d'un objet.